# Hard to Handle
Hard to Handle er det andet soloalbum i eget navn af den danske sanger og musiker Henning Stærk, der blev udgivet i 1991 på Genlyd. Albummet indbragte Stærk en platinplade.

## Spor
| 1.    | "Lonely Weekends"             | Charlie Rich                               | 2:26 |
| 2.    | "Over'n'Out"                  | Mickey Jupp                                | 3:01 |
| 3.    | "Who'll Stop the Rain"        | John Fogerty                               | 3:46 |
| 4.    | "Standing at the Crossroads"  | Jupp                                       | 3:27 |
| 5.    | "You Wear My Ring"            | Jupp                                       | 3:18 |
| 6.    | "Who Will the Next Fool Be"   | Rich                                       | 3:32 |
| 7.    | "Somethin' Else"              | Bob Cochran, Sharon Sheeley                | 2:09 |
| 8.    | "Hard to Handle"              | Otis Redding, Alvertis Isbell, Allan Jones | 3:03 |
| 9.    | "Till Honky Gets Tonky"       | Jupp                                       | 3:55 |
| 10.   | "Fearless Heart"              | Steve Earle                                | 3:31 |
| 11.   | "Living on a Lie"             | Nils Maaetoft                              | 3:26 |
| 12.   | "We Believe in Happy Endings" | Bob McDill                                 | 3:40 |
| 39:14 |                               |                                            |      |

## Medvirkende
- Henning Stærk – vokal, mundharpe, percussion, akustisk guitar, elektrisk guitar, kor

Shaky Ground
- Jan Mols – elektrisk guitar, akustisk bas, kor
- Erik Jepsen – elektrisk, akustisk og slide guitar, dobro, hi-string guitar, pedal steel guitar, 6-strenget bas, kor
- Carsten Egholm – bas, 6-strenget bas
- Erik Lodberg – trommer

The Jordanaires
- Neal Matthews – kor (spor 1–3, 6, 8, 10, 11)
- Gordon Stoker – kor (spor 1–3, 6, 8, 10, 11)
- Louis Nunley – kor (spor 1–3, 6, 8, 10, 11)
- Duane West – kor (spor 1–3, 6, 8, 10, 11)

Øvrige musikere
- Niels Mathiasen – saxofonsolo (spor 1)
- Johannes Stærk – mandolin (spor 3, 12), akustisk guitar (spor 6)
- Søs Fenger – kor (spor 3, 5, 9), vokal (spor 12)
- Tamra Rosanes – kor (spor 3, 5, 9), vokal (spor 12)
- Niels Ole Thorning – klaver (spor 4)
- Kai Stensgaard – vibrafon (spor 6, 12)
- Niklas Medin – klaver (spor 9)

Produktion
- Jens G. Nielsen – producer
- Kim Hyttel – producer
- James Loveless – vokalproducer
- Jesper Bay – assisterende producer
- Palle Torp – assisterende producer
- Henning Stærk – produktionssupervisor
- Johannes Stærk – lydtekniker
- Tom Rønlov Andersen – lydtekniker
- Tom Jeppesen – lydtekniker
- Poul Stenstrup – lydtekniker
- Peter Brander – lydtekniker
- Mike McCarthy – lydtekniker
- Trine Penlau – cover
- Leif Schiller – coverfoto
- Jane Smidt – coverfoto